# Olga Bryzginová
Olga Bryzginová, ukrajinsky: Ольга Аркадіївна Бризгіна – Olha Arkadijivna Bryzhina, rusky: Ольга Аркадьевна Брызгина – Olga Arkaďjevna Bryzginová (* 30. června 1963 Krasnokamsk, Permský kraj) je bývalá atletka, sprinterka, reprezentující Sovětský svaz, Společenství nezávislých států a Ukrajinu. Členka klubu Dynamo Luhansk, čestná občanka města Luhanska.
Za svobodna startovala pod jménem Vladykinová. Na olympiádě v Soulu v roce 1988 získala dvě zlaté medaile – v běhu na 400 metrů a jako členka vítězné štafety SSSR na 4 × 400 metrů. Zlato ze štafetového závodu obhájila na olympiádě v Barceloně v roce 1992. Je rovněž dvojnásobnou mistryní světa – na šampionátu v Římě zvítězila v běhu na 400 metrů, v Tokiu v roce 1991 byla členkou vítězné štafety na 4 × 400 metrů.
Na Kontinentálním poháru v roce 1985 v Canbeře, kde Marita Kochová vytvořila dosud platný světový rekord na 400 metrů 47,60 s, skončila Bryzginová druhá časem 48,27 s, což z ní činí čtvrtou nejrychlejší čtvrtkařku všech dob. Její čas jako finišmanky sovětské štafety na OH 1988 byl 47,70 s, což je historicky druhý nejlepší výkon na letmé čtyřstovce.
Jejím manželem je sprinter Viktor Bryzgin, zlatý medailista ve štafetě na 4 × 100 m na olympiádě v Soulu v roce 1988. Jejich dcera Jelizaveta Bryzginová je také úspěšnou běžkyní. Matka i dcera mají stejný osobní rekord na 200 metrů: 22,44 s.

## Osobní rekordy
Dráha
- Běh na 4 × 400 metrů – 3:15,17 min. (1.10. 1988, Soul)  (Současný světový rekord)